# Eremisca chinensis
Eremisca chinensis är en tvåvingeart som beskrevs av Pavel Lehr 1964. Eremisca chinensis ingår i släktet Eremisca och familjen rovflugor. Inga underarter finns listade i Catalogue of Life.